# Their Distance
Their Distance, en español Su distancia (título original: 知らない,ふたり Shiranai, Futari) , es una película  japonesa independiente de 2016, escrita, editada y dirigida por Rikiya Imaizumi, con la banda surcoreana NU'EST en su debut cinematográfico. Su reparto incluye a Ren, Fumiko Aoyagi, Minhyun, Hanae Kan,  JR , Haruka Kinami y Tateto Serizawa. La trama se centra en una narrativa no lineal que cambia de varios días en abril para ilustrar las perspectivas de todos los personajes.
La película se proyectó por primera vez en el 28º Festival Internacional de Cine de Tokio el 23 de octubre de 2015, antes de lanzarse al público en general el 9 de enero de 2016.

## Trama
Kim Leon es una aprendiz tranquila que trabaja en una zapatería personalizada. Hace dos años, encendió una luz roja en su bicicleta, lo que provocó que Mikio Arakawa fuera atropellado por un automóvil y lo dejara permanentemente en silla de ruedas. Superado con la culpa, Leon se retira y no se da cuenta de que su compañera de trabajo, Akiko Kokaze, está enamorada de él. El 2 de abril, el estudiante universitario Yoo Ji-woo le confiesa a su maestro japonés, Kanako Koda, que está enamorado de ella y su novia, Han Su-na. El 3 de abril, Ji-woo le dice a Su-na, quien se emborracha para sobrellevar la conmoción. Leon la encuentra la mañana del 4 de abril, durmiendo en su banco favorito del parque. Cuando Su-na se va, ella se quita el tacón del zapato y su compañero de trabajo y amigo, Nam Sang-soo, se lleva los zapatos a reparar.
Captivado por Su-na, Leon reconoce sus zapatos, y el 5 de abril, comienza a seguirla en secreto a su casa después de que termina su turno para asegurarse de que llegue a salvo. Mientras tanto, Sang-soo, que se ha enamorado de Kokaze, le pide a Kanako que le traduzca una carta de amor que le está escribiendo. Mientras Kanako lo hace, Arakawa sugiere que se separen, ya que él y sus padres sienten que su lesión la está agobiando. El 6 de abril, Sang-soo recoge los zapatos reparados y, sospechando el repentino cambio de comportamiento de Leon, Kokaze comienza a seguirlo en secreto. El 8 de abril, Sang-soo termina de escribir su carta y se la entrega a Kokaze el 9 de abril.
Mientras Ji-woo arregla sus sentimientos confusos con Kanako, también la alienta a que se reconcilie con Arakawa. Su-na comienza a buscar el parque donde conoció a Leon y admite a Sang-soo más tarde esa noche que espera volver a verlo. Ella lo besa borracho cuando él la lleva a su casa, y después de que él se va, ella continúa describiendo sus sentimientos al propio León, confundiéndolo con Sang-soo. Cuando Leon le confía su culpa por el accidente de Arakawa, creyendo que no merece ser feliz, Su-na lo alienta a seguir adelante. Después de su conversación, León deja de seguir su casa.
El 13 de abril, Kokaze rechaza la confesión de Sang-soo debido a sus sentimientos por León. Ella y Sang-soo se juntan de que Leon se siente atraído por Su-na, pero Sang-soo cree que ha dejado de seguirla porque los había visto besarse. Sin saber que la persona que Su-na está buscando es León, Kokaze sugiere ayudarla, creyendo que el rechazo inevitable de Su-na le permitirá a León la oportunidad de perseguirla. El 16 de abril, Kokaze y Sang-soo ayudan a Su-na a buscar el parque en vano, y Su-na concluye que tal vez nunca vuelva a ver a León. Por la noche, ella se enfrenta a Ji-woo sobre sus nuevos sentimientos por Leon y sugiere que se rompa, con la esperanza de confirmar que todavía se preocupa por ella.
Kanako y Arakawa se reconcilian y deciden casarse. Visitan la zapatería el 17 de abril para comprar un nuevo par de zapatos para Kanako. Leon se siente abrumado por el alivio de que Kanako y Arakawa aún estén felizmente enamorados y lo hayan perdonado. Al mismo tiempo, Su-na y Ji-woo se reconcilian y deciden permanecer juntos. Recordando el consejo de Su-na de antes, Leon finalmente se revela para agradecerle personalmente. Cuando regresa a la zapatería, le dice a Kokaze que ha cambiado porque se enamoró.

## Reparto
- Ren como Kim Leon ( キ ム ・ レ オ ) , un aprendiz coreano que trabaja en una zapatería personalizada.

- Fumiko Aoyagi como Akiko Kokaze ( 小 風 秋 子 ) , la compañera de trabajo de Leon que está enamorada de él.

- Minhyun como Nam Sang-soo ( ナ ム ・ サ ン ) , un empleado de una tienda de conveniencia coreana que se enamora de Kokaze

- Hanae Kan como Han Su-na ( ハ ン ・ ソ ) , una empleada de una tienda de conveniencia coreana a la que Leon se siente atraído

- JR como Yoo Ji-woo ( ユ ・ ジ ウ ) , el novio de Su-na que también está enamorado de Kanako.

- Haruka Kinami como Kanako Koda ( 幸 田 加奈 子 ) , un maestro japonés.

- Tateto Serizawa como Mikio Arakawa ( 荒 川 巳 喜 ) , el novio en silla de ruedas de Kanako y víctima de un accidente automovilístico que León causó.

- Aaron como amigo de Ji-woo.

- Baekho como amigo de Ji-woo.

## Recepción
Mark Schilling, de The Japan Times, dio a Their Distance tres de cinco estrellas, y elogió a los personajes de Serizawa y Kinami como el punto más alto de la película. 
Elizabeth Kerr de The Hollywood Reporter encontró las relaciones de los personajes "manipuladas", pero elogió el desempeño de Kinami.